# Brachytarsina
Brachytarsina is een vliegengeslacht uit de familie van de luisvliegen (Hippoboscidae).

## Soorten
- B. flavipennis Macquart, 1851